# Tityus serrulatus
Tityus serrulatus – niewielkie skorpiony o długości od około 5 do 6 cm. Ubarwienie ciemnobrązowe. Zamieszkuje przedmieścia w całej Brazylii. Jego jad jest niezwykle toksyczny, uznawany za najniebezpieczniejszego skorpiona Brazylli. Jest najczęściej partenogenetyczny. Tworzy gniazda w szczelinach ścian, meblach, zagraconych pomieszczeniach i w stosach drewna. Dawka śmiertelna jego jadu LD50 mg/kg (dla myszy) wynosi odpowiednio: 0,43-1,45 (Simard i Watt: 0,43; 1984; Habermehl: 1,45; 1981).